# فاطمه فرخنده‌مآل
فاطمه فرخنده‌مآل با نام هنری فرخنده، گویندهٔ رادیو، دوبلور و بازیگر اهل ایران است.

## زندگی‌نامه

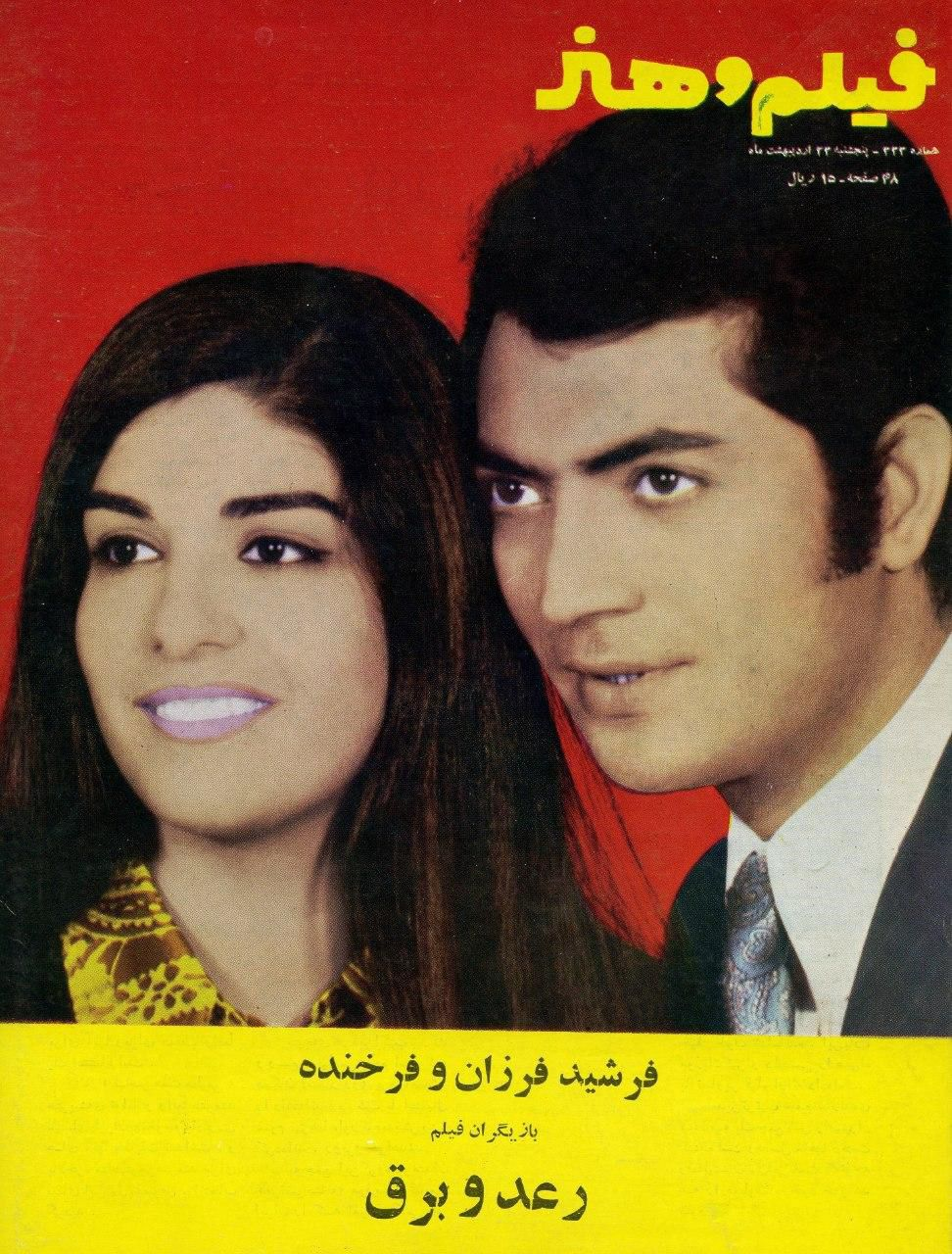
فرشید فرزان و فرخنده، منتشرشده در پشت جلد شمارهٔ ۳۳۳ مجلهٔ فیلم و هنر

فاطمه فرخنده‌مآل با نام هنری فرخنده فعالیت خود را با گویندگی در رادیو و بازی در نمایش‌های رادیویی آغاز کرد و سپس به کار دوبله فیلم روی آورد. وی در چند فیلم سینمایی نیز بازی کرده‌است.
وی همسر فرشید فرزان (دوبلور و بازیگر) بود و اکنون در آلمان زندگی می‌کند.

## دوبله
- بر باد رفته (۱۹۳۹) به‌جای اولیویا دی هاویلند در نقش ملانی همیلتون
- خون و شن (۱۹۴۱) به‌جای ریتا هیورث
- تولد یک آواز (۱۹۴۸) به‌جای ویرجینیا مایو
- بیگانگان در ترن (۱۹۵۱) به‌جای روت رومن
- ۱۰ مرد رشید (۱۹۵۱) به‌جای جودی لارنس و ماری بلانچارد
- برف‌های کلیمانجارو (۱۹۵۲) به‌جای هیلدگارد کنف
- ورا کروز (۱۹۵۴) به‌جای سارا مونتیل
- شرق بهشت (۱۹۵۵) به‌جای جو وان فلیت
- آقای کوری (۱۹۵۷) به‌جای مارتا هایر
- مادر هند (۱۹۵۷) به‌جای نرگس دات
- مرد هزار چهره (۱۹۵۷) به‌جای دوروتی مالون
- بینوایان(۱۹۵۸) به‌جای دنیله دلورمه
- آنها به کوردورا آمدند (۱۹۵۹) به‌جای ریتا هیورث
- دو نفر باهم تاختند (۱۹۶۱) به‌جای لیندا کریستال
- دوازده صندلی (۱۹۶۲)
- یک مشت دلار (۱۹۶۴) به‌جای ماریان کخ
- پیروزی ۱۰ گلادیاتور (۱۹۶۴) به‌جای  هلگا لینه
- دو گلادیاتور (۱۹۶۴)
- آلوارز کلی (۱۹۶۶) به‌جای ویکتوریا شاو
- هارپر (۱۹۶۶) به‌جای لورن باکال
- جایزه‌بگیر (۱۹۶۷) به‌جای ترزا گیمپرا
- مرد (۱۹۶۷) به‌جای دایان سیلنتو
- میلی کاملاً مدرن (۱۹۶۷) به‌جای لیزابت هاش
- بزن دست‌خوش داری (۱۹۶۸) به‌جای ماگدا کونوپکا
- ماجرای توماس کراون (۱۹۶۸) به‌جای فی داناوی
- گروه محکومین (۱۹۶۹) به‌جای دیانا لوریس
- جو (۱۹۷۰) به‌جای آدری کایر
- فرودگاه (۱۹۷۰) به‌جای جین سیبرگ
- جدال برای زنده ماندن (۱۹۷۱) به‌جای جین الکساندر
- جدال برای طلا (۱۹۷۱) به‌جای آیوی لنگ‌پو
- سرت را بدزد، احمق! (یک مشت دینامیت) (۱۹۷۱) به‌جای مارینا مونتی
- شاه لیر (۱۹۷۱) به‌جای گالینا وولچک در نقش ریگان
- این فرار مرگبار (۱۹۷۲) به‌جای سالی استروتهرس
- جذاب ولی مرده (۱۹۷۲) به‌جای سیلوا کوشینا
- ماجرای پوزیدون (۱۹۷۲) به‌جای کرول لینلی
- افعی (۱۹۷۳)
- سرپیکو (۱۹۷۳) به‌جای کورنلیا شارپ
- جدال در شهر (۱۹۷۴) به‌جای استفانی پاورز
- زمین‌لرزه (۱۹۷۴) به‌جای اوا گاردنر
- سر آلفردو گارسیا را برایم بیاور (۱۹۷۴) به‌جای ایسلا وگا
- بازگشت طولانی (۱۹۷۵) به‌جای چارو لوپز
- تناسخ دوباره پیتر پرود (۱۹۷۵) به‌جای مارگو کیدر
- گشت شبانه (۱۹۷۵) به‌جای جنیفر وارن
- گلوله را گاز بگیر (۱۹۷۵) به‌جای کندیس برگن
- دکتر بلک و آقای هاید (۱۹۷۶) به‌جای ماری او هنری
- شکست‌ناپذیران/خبرنگار (۱۹۷۶) به‌جای مژده آر
- تعقیب مرگبار (۱۹۷۸) به‌جای اولگا کارلاتوس
- قهرمان (۱۹۷۹) به‌جای فی داناوی
- کریمر علیه کریمر (۱۹۷۹) به‌جای جین الکساندر
- کنکورد … فرودگاه ۷۹ (۱۹۷۹) به‌جای سیلویا کریستل
- مون‌ریکر (۱۹۷۹) به‌جای لویس چلیز
- بروبیکر (۱۹۸۰) به‌جای جین الکساندر
- فقط بخاطر چشمان تو (۱۹۸۱) به‌جای کارول بوکه
- مجموعه تلویزیونی مأموریت: غیرممکن (در ایران: بالاتر از خطر) به‌جای لزلی ان وارن
- مجموعه تلویزیونی چاپارل به‌جای لیندا کریستال در نقش ویکتوریا مونتویا
- مجموعه تلویزیونی عزالدین قسام
- مجموعه تلویزیونی دایی‌جان ناپلئون به‌جای زری زندپور در نقش قمر
- خطاکاران (۱۳۴۷) به‌جای رانداه
- سلطان قلب‌ها (۱۳۴۷) به‌جای یاسمین
- دیوار شیشه‌ای (۱۳۵۰) به‌جای دلیله
- بدکاران (۱۳۵۲) به‌جای دلیله
- بوسه بر لب‌های خونین (۱۳۵۲) به‌جای کتایون
- خاک (۱۳۵۲) به‌جای ساغر
- مرگ در باران (۱۳۵۳) به‌جای نادیا
- رامشگر (۱۳۵۵) به‌جای ژیلا شاهانی
- ستیز (۱۳۵۵) به‌جای ثریا حکمت
- ولی نعمت (۱۳۵۵) به‌جای طوطی سلیمی
- یکه بزن استانبول‌ (۱۳۵۵) به‌جای گونول یازار
- رفاقت (۱۳۵۶) به‌جای ژیلا شاهانی
- بر فراز آسمان‌ها (۱۳۵۷) به‌جای شهناز
- آفتاب نشین‌ها (۱۳۶۰) به‌جای محبوبه بیات
- گردباد (۱۳۶۴) به‌جای ثریا حکمت
- مردی که موش شد (۱۳۶۴) به‌جای فرزانه کابلی

## فیلم‌شناسی

### بازیگر
- عصیان (۱۳۴۵)
- از جان گذشتگان (۱۳۴۶)
- سر سخت (۱۳۴۷)
- رعد و برق (۱۳۵۰)